# Katarzyna Adamik
Katarzyna Adamik est une réalisatrice polonaise née le 28 décembre 1972 à Varsovie. Elle est aussi connue sous le nom de Kasia Adamik.

## Biographie
Elle est la fille de Laco Adamík (pl) et de la productrice Agnieszka Holland et est également la nièce de l'actrice polonaise Magdalena Łazarkiewicz.
Lors d'une interview au magazine Viva! (pl), elle a fait son coming out en tant que lesbienne. Elle est en couple avec la réalisatrice polonaise Olga Chajdas.

## Filmographie

### Séries télévisées
- 2022 : Les Monstres de Cracovie (Krakowskie potwory)
- 2024 : Kabul, mini-série